# Batallas
Batallas es una localidad y municipio de Bolivia, ubicado en la provincia de Los Andes del departamento de La Paz. 
Se encuentra ubicado a 50 km de la ciudad de La Paz, capital del departamento, y se halla a 3.985 metros sobre el nivel del mar. Según el censo nacional de 2012, el municipio de Batallas cuenta con una población de 17,284 habitantes.

## Ubicación
El municipio de Batallas es uno de los cuatro municipios de la provincia de Los Andes y se encuentra en la parte norte de esta. Limita al oeste con el lago Titicaca y el municipio de Puerto Pérez, al sur con el municipio de Pucarani, al norte con la provincia de Larecaja, y en el noroeste con la provincia de Omasuyos.
El municipio cuenta con 79 localidades, es la ubicación céntrica del municipio de Batallas, con 1.966 habitantes (censo de 2001), en la parte occidental del condado.

## Geografía
El municipio se encuentra a una altitud promedio de 3.900 m s. n. m., ubicado al sureste del Lago Titicaca en Bolivia, en la región del Altiplano de los Andes, entre la Cordillera Occidental en el oeste y la Cordillera Central en el este. La región tiene un clima diurno en donde las variaciones de temperatura durante el día son más pronunciados a medida que avanza el año.
La temperatura media anual en la región es de 8,8 °C, las temperaturas medias mensuales varían muy poco entre los 6 °C en julio y 10 °C en noviembre / diciembre. La precipitación anual es de unos 600 mm, la precipitación mensual es de menos de 20 mm entre mayo a agosto, y entre 100 y 120 mm, de diciembre a febrero.

## Demografía
De acuerdo con el censo boliviano de 2024, la población del municipio de Batallas es de 20 503 habitantes.
La población del municipio de Batallas aumentó en una quinta parte entre 1992 y 2024:
| Año  | Habitantes (municipio) | Fuente |
| ---- | ---------------------- | ------ |
| 1992 | 17.147                 | Censo  |
| 2001 | 18.693                 | Censo  |
| 2012 | 17.284                 | Censo  |
| 2024 | 20.503                 | Censo  |

El municipio contaba en el último censo de 2001, una densidad de población de 19 habitantes / km ², la esperanza de vida de los recién nacidos fue de 60,4 años, la tasa de mortalidad infantil se incrementó ligeramente en un 6,0 por ciento (1992) al 7,1 por ciento en 2001.
El índice de analfabetismo en mayores de 19 años de edad es de 74,1 por ciento, mientras que 88,0 por ciento y 61,9 por ciento en los hombres y en las mujeres (2001) .
66,8 por ciento de la población habla español , el 93,9 por ciento habla Aymara , y un 0,2 por ciento Quechua . (2001)
60.3 por ciento de la población no tiene acceso a la electricidad , 66.0 por ciento vive sin instalaciones sanitarias (2001) .
60,3 por ciento del total de 5118 hogares tiene radio, el 15,9 por ciento tiene un televisor, un 35,5 por ciento, una bicicleta, una motocicleta de 0,9 por ciento, 2,9 por ciento, un coche, un refrigerador, un 0,6 por ciento y 1,3 por ciento de un teléfono. (2001)

## División Política
Anexo:Lista de Cantones del municipio de Batallas
El municipio estaba dividido en nueve cantones hasta el 2009:
- Cantón Batallas
- Cantón Huancané
- Cantón Huayna Potosí
- Cantón Karhuisa
- Cantón Kerani
- Cantón Peñas
- Cantón Villa Asunción Tuquia
- Cantón Villa Remedios de Calasaya
- Cantón Villa San Juan de Chachacomani

El cantón de Huayna Potosí hasta la década de 1990 formaba parte del municipio de Pucarani, pero ahora pertenece al municipio de Batallas.